# Língua caraima
O caraima, ou karaim, também conhecido por seu nome hebraico Lashon Kedar, é uma língua turcomana do ramo quipechaco influenciada pela língua hebraica, semelhante ao iídiche e ao judeu-espanhol. É falado por apenas algumas dezenas de caraítas da Crimeia na Lituânia, Polônia, Crimeia e Galícia na Ucrânia.

## Escritas
O idioma caraima foi escrito com o alfabeto hebraico desde o século XVII até ao início do século XX. Depois que o alfabeto cirílico passou a ser usado na Ucrânia para o caraima, embora o alfabeto latino houvesse sido usado entre 1920 e 1930. Na Polônia e na Lituânia usou-se o alfabeto latino para o caraima. O dialeto de Trakai também usa a escrita latina.

### Amostras de textos
Em alfabeto cirílico. Fonte: Караїмська:
СОНДРАГИ́ КЛЕГІ́М
, достла́р, Болсу́н ґері́м, Кен да авла́к ерлерінде́, Укра́йнанин, ол сівімлі́м, Кен тізлері́ Кі керінґе́й, Ол Дніпрону́н екірмеґі Ба́рца анда́н есітільґе́й.  Кра́йнадан Кен тенґізґе́ Дусма́н кани́н ол ельткенде́ О́лвахтин мен — айта́м сізґе́ — Тізні́, тавни́  Мен калдири́рм Да Йогарги́ Тенрімізґе́ Уца́рмен мен да я́лбарирм — Тек га́лі мен Бі́лмейм Ати́н… Сіз і́зніз кул буговлари́н, Те́кніз яма́н дусма́н кани́н а азатла́р Янги́ дорда́ Унутмаґайсіз сіз мені́, Якси́ тутка́йсіз сагинцта́.
Em alfabeto latino – em caraima: Har bir kiszi tijiszli azlychka bolalat emin kiuwiunlanmia tijiszlimie ol kiszi kibik jome azlychka, a sajlamach andi hiem fajdalanmach bajlanhan bu sajlamachbe bu kiertilikni tartmyt andan nietikli tanuwczu iszlar. Amien
Em alfabeto latino – texto acima traduzido para língua polonesa: Każda osoba należąca do mniejszości ma prawo do swobodnej decyzji o traktowaniu jej jako osoby należącej bądź też nienależącej do mniejszości, a wybór taki lub korzystanie ze związanych z tym wyborem praw nie pociąga za sobą jakichkolwiek niekorzystnych skutków. Fonte: 

## História
Na Lituânia, onde a presença caraíta data do reinado de Vytautas, o Grande, ocorre um esforço de revitalização da língua, desde o fim da União Soviética, como renovação cultural em museus, escolas e restaurantes.

## Falantes
Haveria cerca de 500 falantes no mundo, sendo que mais de 50 falam o dialeto de Trakai. A língua é utilizada na literatura judeu-caraíta e também na liturgia com cânticos. É objeto de interesse acadêmico na Rússia e já tem seu dicionário e suas gramáticas já publicadas.

## Fonologia
As tabelas a seguir das vogais e consoantes (observar o contrate entre “surdas” e “sonoras) dos dialetos de Trakai e da Crimeia com a transcrição em alfabeto cirílico, conforme Musaev.

### Vogais
|         | Anterior | Central | Posterior |
| ------- | -------- | ------- | --------- |
| Fechada | и ӱ      | ы       | у         |
| Média   | э        |         | ö o       |
| Fechada |          | a       |           |

### Consoantes
|                  | Bilabial | Dental | Lateral | Palatal | Velar | Uvular | Faringeal |
| ---------------- | -------- | ------ | ------- | ------- | ----- | ------ | --------- |
| Oclusiva surda   | п        | т      |         |         | к     | к      |           |
| Oclusiva sonora  | б        | д      |         |         | г     |        |           |
| Fricativa surda  | ф        | c      |         | ш       | x     |        | h         |
| Fricativa sonora | в        | з      |         | ж       |       |        |           |
| Africada surda   |          | ц      |         | ч       |       |        |           |
| Africada sonora  |          | дз     |         | дж      |       |        |           |
| Nasal            | м        | н      |         |         | ң     |        |           |
| Líquida          |          | p      | л       |         |       |        |           |
| Semivogal        |          |        |         | й       |       |        |           |